# マツダ・RX-EVOLV
マツダ・RX-EVOLV（マツダ・アールエックス-エボルブ）は、東洋工業（現・マツダ）が制作したコンセプトカー。1999年の東京モーターショーで発表された。

## 概要
車体の観音開きの4ドアが特徴的で、ロータリーエンジン「RENESIS」を搭載しており、排出ガス基準を達成している。
 